# 楚靈王
楚靈王（？—前529年），芈姓，熊氏，本名圍，是楚共王的次子，殺了楚王熊員自立，即位后改名熊虔。後遭到子干、子皙、蔡公棄疾推翻，自縊。

## 簡介
周景王三年（前542年）拜相，稱令尹。
周景王四年（前541年）殺侄兒楚王熊員，篡位，弟子干、子皙逃走。於是自立為王，是為楚靈王。
周景王十六年（前529年），子干、子皙、蔡公棄疾聯合造反，棄疾殺死了靈王愛子太子祿及公子罷敵，靈王逃到申亥家，自認復辟無望，在申亥家自縊。子干自立為王，後棄疾又假傳楚靈王率師回國定亂的消息，子干與子皙自殺。棄疾即位，是為楚平王。
楚靈王偏愛細腰的士臣，故稱“楚王好細腰，宫中多饿死”。有一次齊國晏嬰來訪，楚灵王欺他矮小，要他鑽門洞進來，晏子說：「出使狗國才從狗門而入；我晏嬰出使楚國，不應由此門進入吧。」另外「橘踰淮為枳」也是兩人鬥智的故事。

## 大事记
- 郏敖三年，任楚國令尹，主兵事。他使公子黑肱、伯州犁在鄭邊境修築犨、櫟、郟三城，鄭人害怕。
- 郏敖四年12月，發動政變，弒殺其兄郏敖一系。
- 楚灵王三年六月，会诸侯于申。七月伐吴，八月灭庆封一族。
- 楚灵王七年，建章华台，大選美女入臺。
- 楚灵王八年，命弃疾灭陈国。
- 楚灵王十年，召见蔡侯，将其灌醉后杀之。命弃疾平定蔡国，封之为「陈蔡公」，故稱蔡公弃疾。
- 楚灵王十一年（前530年），伐徐国以恐吓吴国。[5]
- 楚灵王十二年春，陈、蔡遗臣说服灵王的弟弟子干、子皙、蔡公弃疾率楚国人民推翻了他的统治，立子干为王，灵王逃到大臣申亥家中，夏五月自缢而死。申亥以二女殉葬。

## 家庭

### 妻妾
- 郑国大夫丰氏女
- 晋平公女

### 子女
- 太子禄，被蔡公弃疾杀死。
- 公子罢敌，被蔡公弃疾杀死。

## 影視作品
- 《东周列国春秋篇》由顧威飾演。
- 《東方小故事之晏子使楚》由孫傳信飾演。